# Anra (Huari)
Anra es una localidad de la provincia de Huari, del departamento de Áncash.

## Historia
Es la capital del distrito del mismo nombre. El distrito fue creado por Ley Nº 23533, en el segundo gobierno de Fernando Belaúnde Terry.

## Geografía
Se encuentra ubicada en el Callejón de Conchucos.

## Gobierno local
Alcalde: Luis Alberto Sánchez Urbisagaztegui
Regidores: Hernán Mariño Rojas; Elison Walter Tarazona Jaimes; Oriol Alexsander Espinoza Marujo; Lucia Delicia	 Castillo Alvarado; Eli Ariza Bueno-

## Anrino destacado
John Trebejo Fernández. Karateca, ganador de la medalla de oro en la modalidad Kata, durante los Juegos Panamericanos Lima 2019.